# Гдански университет
Гданският университет (на полски: Uniwersytet Gdański) е държавен изследователски университет в Полша. Разположен е в Гданск, Северна Полша. Университетът има и център по кашубски език.

## История
Гданският университет е създаден през 1970 г. със сливането на Висшето училище по икономика в Сопот (самото то създадено през 1945 г.) и Гданския педагогически колеж (създаден през 1946 г.).
Днес университетът има 11 факултета, в които преподават 1571 преподаватели, между които 282 професори, и следват 29 хил. студенти.

## Галерия
- Британска библиотека
- Център „Хердер“
- Дворец „Лезно“
- Химически факултет
- Факултет по мениджмънт
- Факултет по икономика, намиращ се в Сопот
- Старата сграда на Факултета по биология
- Факултет по биология (нов кампус)
- Факултет по обществени науки
- Факултет по океанография и география

## Известни възпитаници
- Доналд Туск (р. 1957)